# Zaprešić
Zaprešić est une ville et une municipalité située dans le comitat de Zagreb, en Croatie. Au recensement de 2001, la municipalité comptait 23 125 habitants, dont 95,16 % de Croates et la ville seule comptait 17 538 habitants.

## Géographie

### Localisation
La municipalité de Zaprešić se trouve à la frontière de la Slovénie ; elle est également bordée par le comitat de Krapina-Zagorje. Elle se trouve entre la montagne de Zagreb à l'est, la rivière Sutla à l'ouest, la Save au sud.

### Localités
La municipalité de Zaprešić compte 9 localités :
- Hruševec Kupljenski
- Ivanec Bistranski
- Jablanovec
- Kupljenovo
- Lužnica
- Merenje
- Pojatno
- Šibice
- Zaprešić

## Histoire
La ville de Zaprešić est mentionnée pour la première fois en 1334. En revanche, des vestiges d'époque romaine ont été retrouvés à Brdovec. À cette époque, la voie romaine Emona (Ljubljana)- Neviodunum (Drnovo en Slovénie)- Siscia (Sisak) passait à cet endroit. En outre, près de Brdovec, un pont franchissait la Save, reliant la route locale passant près de Sutla à la voie Emona-Siscia.
En 1094, Ača, le conseiller du roi de Hongrie Ladislas Ier, reçut en cadeau la région située à l'est et à l'ouest de Medvednica. Ces terres, qui furent plus tard érigées en comté, s'étendaient depuis la Save jusqu'à Sutla. Aux XVe et XVIe siècles, de nombreuses populations vinrent s'y installer, fuyant les troupes ottomanes. Ils y apportèrent le dialecte icavien, typique de la ville encore aujourd'hui.
En 1573, les serfs se soulevèrent contre leurs seigneurs. Un de leurs chefs était Ilija Gregorić, originaire de Marija Gorica. À la fin du XVIe siècle, plusieurs petits comtés se formèrent dans la région et, aux XVIIe et XVIIIe siècles, la noblesse locale se fit construire une série de petits châteaux, dont certains existent encore aujourd'hui.
Avec le temps, Zaprešić devint un carrefour important pour le transport national et international. La première ligne ferroviaire de Croatie traversait la ville.

## Politique et administration

### Liste des maires
| Période                                  | Période                  | Identité | Étiquette | Qualité |
| ---------------------------------------- | ------------------------ | -------- | --------- | ------- |
| Les données manquantes sont à compléter. |                          |          |           |         |
| -                                        | -                        | -        | -         | -       |
| -                                        | -                        | -        | -         | -       |
| -                                        | -                        | -        | -         | -       |
| -                                        | En cours (au 06/12/2017) | -        | -         | -       |

## Population et société

### Démographie

#### Évolution historique de la population dans la ville
| 1857 | 1869 | 1880 | 1890  | 1900  | 1910  | 1921  | 1931  | 1948  |
| ---- | ---- | ---- | ----- | ----- | ----- | ----- | ----- | ----- |
| 791  | 790  | 988  | 1 241 | 1 394 | 1 490 | 1 803 | 1 889 | 2 294 |

| 1953  | 1961  | 1971  | 1981  | 1991   | 2001   | 2006   | - | - |
| ----- | ----- | ----- | ----- | ------ | ------ | ------ | - | - |
| 2 537 | 3 311 | 4 992 | 8 178 | 15 678 | 17 538 | 20 733 | - | - |

#### Évolution de la population dans la municipalité
| 1857  | 1869  | 1880  | 1890  | 1900  | 1910  | 1921  | 1931  | 1948  |
| ----- | ----- | ----- | ----- | ----- | ----- | ----- | ----- | ----- |
| 3 120 | 3 334 | 3 634 | 4 280 | 4 660 | 5 058 | 5 404 | 5 810 | 6 284 |

| 1953  | 1961  | 1971  | 1981   | 1991   | 2001   | 2006   | - | - |
| ----- | ----- | ----- | ------ | ------ | ------ | ------ | - | - |
| 6 540 | 7 484 | 9 101 | 12 751 | 20 820 | 23 125 | 26 741 | - | - |

### Sport
Zaprešić possède un club de football, le NK Inter Zaprešić.

## Économie

### Tourisme

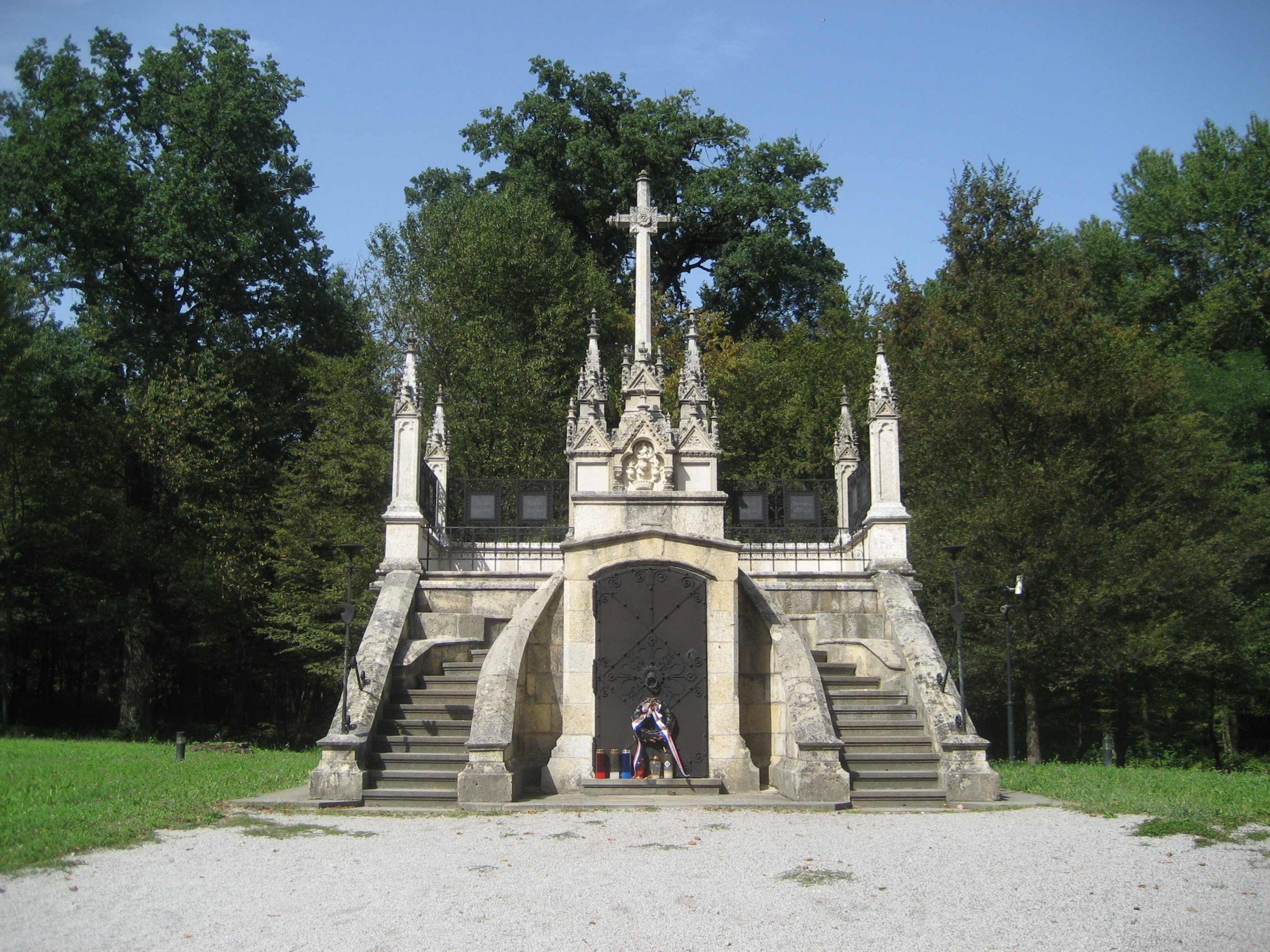
Le tombeau de la famille Jelačić à Zaprešić

Zaprešić et sa région abritent un certain nombre d'édifices et de monuments intéressants. Le château de Novi Dvori, le « Nouveau palais » est une construction remontant aux débuts de l'architecture baroque ; le manoir se trouve au milieu d'un parc de 25,5 ha, qui abrite également une chapelle dédiée à Saint Joseph et le tombeau de la famille Jelačić ; de fait, Josip Jelačić a acheté la propriété en 1851.
Le lac Zajarki se situe au sud du centre ville, en direction de la Save ; ce lac artificiel est devenu un lieu de baignade pour les habitants de Zaprešić, mais aussi de Zagreb. La réserve ornithologique de Zaprešić-Sava constitue un lieu d'attraction pour les amateurs de nature. La Save et la Krapina offrent des possibilités aux amateurs de pêche. La piste de motocross de Savski Marof se trouve dans la municipalité.

## Culture locale et patrimoine

### Personnalités

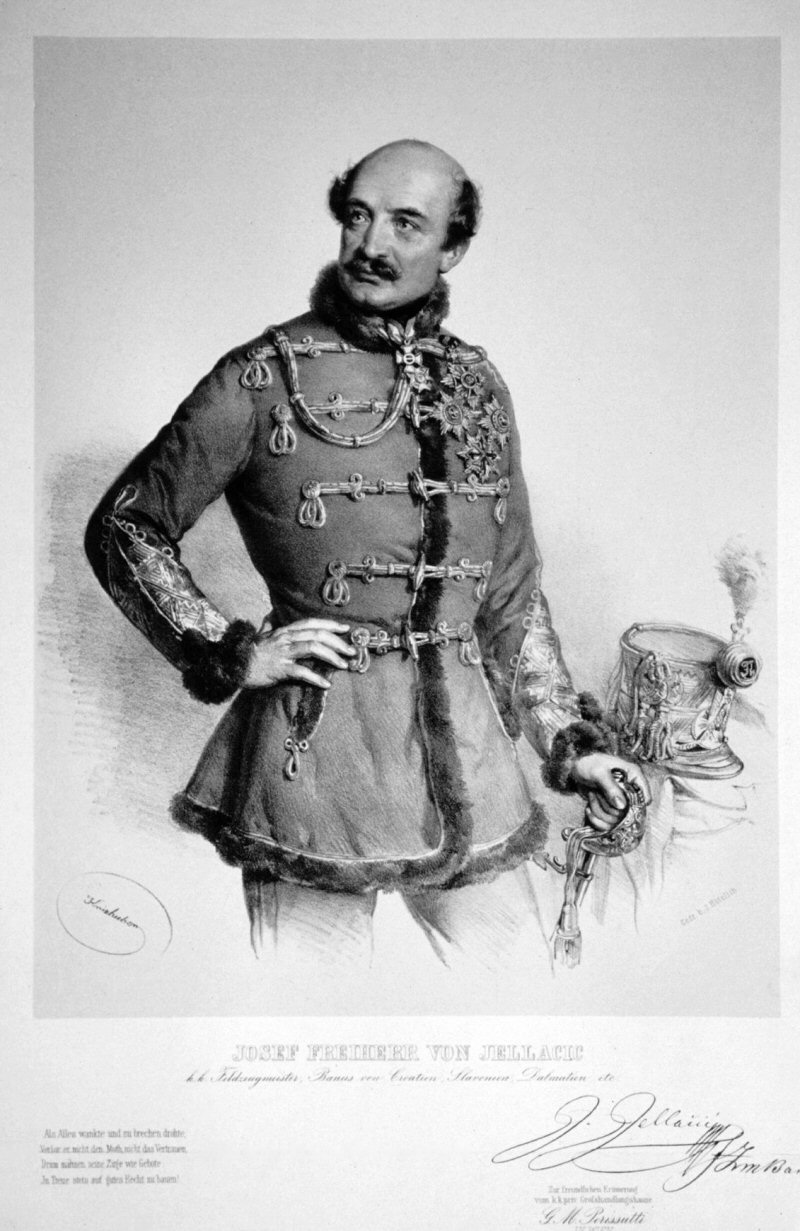
Josip Jelačić

- Baltazar Adam Krčelić (1715-1778), docteur en philosophie et en théologie, juriste, resteur de l'Association croate de Vienne, journaliste, historien et écrivain ;
- Pavao Štoos (1806-1862) poète ;
- Ante Kovačić (1854-1889), écrivain, poète ;
- Ivan Perkovac (1826-1871), romancier, secrétaire de la Matica hrvatska (en) ;
- Davor Gobac, chanteur ;
- Matija Skurjeni (1898-1990), peintre ;
- Josip Jelačić (1801-1859), personnalité politique croate, ban de Croatie à partir de 1848 ;
- Mira Vlahović, chanteuse d'opéra ;
- Davor Vuković, peintre ;
- Vladimir Novak (1870-1943), auteur de la première physiologie du sport (Kratka uputa u Physiologiju gimnastike, 1894) ;
- Connect, un groupe de hip-hop croate.